# Esquena
L'esquena és la part posterior del cos humà que va de la base del coll i músculs al darrere. Aquesta oposada al pit i la seva altura ve donada per la columna vertebral o espinal dorsal. La seva amplària va en funció de la caixa toràcica i els músculs. La seva importància fisiològica és evident, però a més ha desenvolupat una rellevància social i artística clares, per la seva aparició en pintures i altres obres d'art.

## Estructura òssia de l'esquena

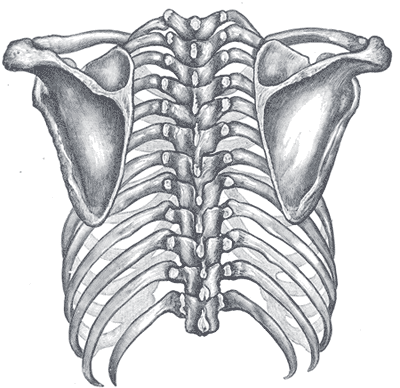
Visió posterior del tòrax i la cintura escapular.

La part central de l'esquena és la columna vertebral, especialment la part que va de la part superior de les vèrtebres toràciques a l'interior de les vèrtebres lumbars que contenen la medul·la espinal i que generalment té una curvatura que dona forma a la part posterior.
El costellam s'estén des de l'espina dorsal fins a la part superior de l'esquena (amb la part superior corresponent-se amb la vèrtebra T1), més de la meitat de l'esquena deixa una àrea sense protecció entre l'interior de les costelles i els malucs. L'amplària de la part posterior de l'esquena està definida pels omòplats, els ossos amplis i plans dels muscles.

## Músculs de l'esquena
L'espina dorsal està envoltada per diversos grups de músculs cridats músculs intertrasversos per a facilitar el moviment entre les vèrtebres individuals i el multidifus spinae per a facilitar el moviment de tota la columna vertebral.
Altres músculs de l'esquena estan relacionats amb el moviment de músculs i el coll. El múscul trapezi, anomenat així per la seva forma trapezoïdal passa a través del coll, els dos muscles i la vèrtebra toràcica T12. El llarg latissimus dorsi forma un triangle amb el muscle i el maluc. La significativa massa de músculs de l'esquena pot desenvolupar-se amb exercicis per a l'esquena.

## Funció de l'esquena
La intricada anatomia de l'esquena està pensada per a proveir de suport tant al capdavant com al tronc del cos, reforçar el tronc del cos, així com donar flexibilitat i moviment. La part superior de l'esquena conté el suport estructural, amb les costelles fermament unides a cada nivell de l'espina dorsal toràcica permetent un moviment molt limitat. La part inferior de l'esquena és la qual permet el moviment i la flexibilitat en totes direccions.

## Dolor d'esquena
L'esquena conté nervis, músculs, ossos, lligaments i tendons interconnectats, tots els quals poden ser una font de dolor. El dolor d'esquena és un dels més freqüents tipus de dolor en adults. La causa més comuna del dolor d'esquena és la tensió dels músculs. Els músculs de l'esquena poden generalment guarir-se sols en un parell de setmanes, però el dolor pot ser intens i esgotador.
Altres fonts comunes de dolors d'esquena poden ser problemes de disc, tals com la malaltia degenerativa de disc o l'hèrnia de disc lumbar, diversos tipus de fractures tals com l'espondilólisis i l'artritis.
El dolor d'esquena, concretament el dolor al coll i lumbàlgia, està associat a una menor esperança de vida entre les persones majors.

## Òrgans de l'esquena
Els pulmons estan dins de les costelles i s'estenen fins a l'esquena. Els ronyons se situen sota els músculs de l'àrea final de les costelles, vagament connectats amb el peritoneu. Un cop en la part baixa de l'esquena pot danyar els ronyons de la persona copejada.

## L'exterior de l'esquena
La pell de l'esquena humana és més gruixuda i té menys terminacions nervioses que qualsevol altra part del tors. Excepte excepcions tendeix a ser menys peluda que el pit en els homes.

## Importància en la societat

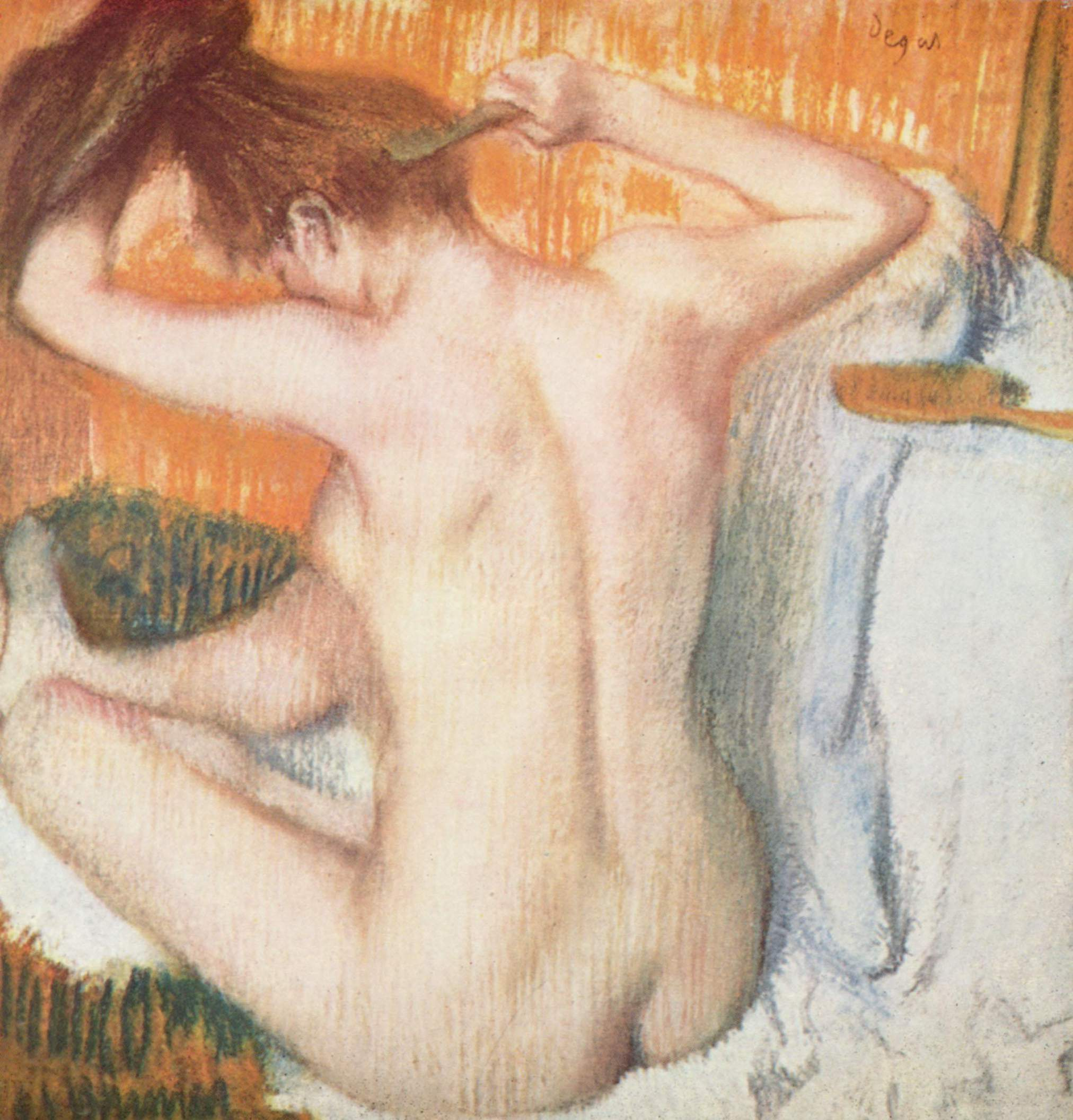
Pintura d'una esquena femenina, d'Edgar Degas.

La curvatura de l'esquena femenina és un tema freqüent en pintures, ja que la sensibilitat de la majoria de les cultures permet mostrar aquesta part del cos descoberta, suggerint amb això la nuesa completa del tors sense mostrar-la totalment.
De fet, el mostrar l'esquena nua ha estat una pràctica habitual durant segles. Segons certes antigues creences l'esquena és una zona amb certa energia emmagatzemada cridada kundalin, una paraula en sànscrit el significat de la qual és "bobina".
A causa de la seva grandària i a la relativa absència de pèl l'esquena presenta una zona ideal per a la realització de tatuatges en la part baixa de l'esquena. De fet, algunes persones tenen tatuatges que cobrixen la totalitat de l'esquena. Uns altres els tenen en zones més significatives com el múscul o la part superior de l'esquena.